# Skarbiec kolegiaty w Quedlinburgu
Skarbiec kolegiaty w Quedlinburgu (niem. Domschatz) – stanowią zbiory średniowiecznego rzemiosła artystycznego, należące do najbogatszych tego typu zbiorów sztuki w Niemczech.

## Dzieje
Dzieje skarbca są ściśle powiązane z powstaniem kolegiaty św. Serwacego głównej świątyni Quedlinburga założonej wraz z żeńskim klasztorem. Swoje bogactwo skarbiec zawdzięcza przede wszystkim władcom z dynastii Ludolfingów. Najpierw znajdował się przy północnym ramieniu transeptu w pomieszczeniu zwanym Zitter. Na początku lat 90. został zintegrowany z kolegiatą – zbiory rozmieszczono w obydwu ramionach transeptu i w takim układzie są prezentowane dla zwiedzających do dziś.

## Zbiory

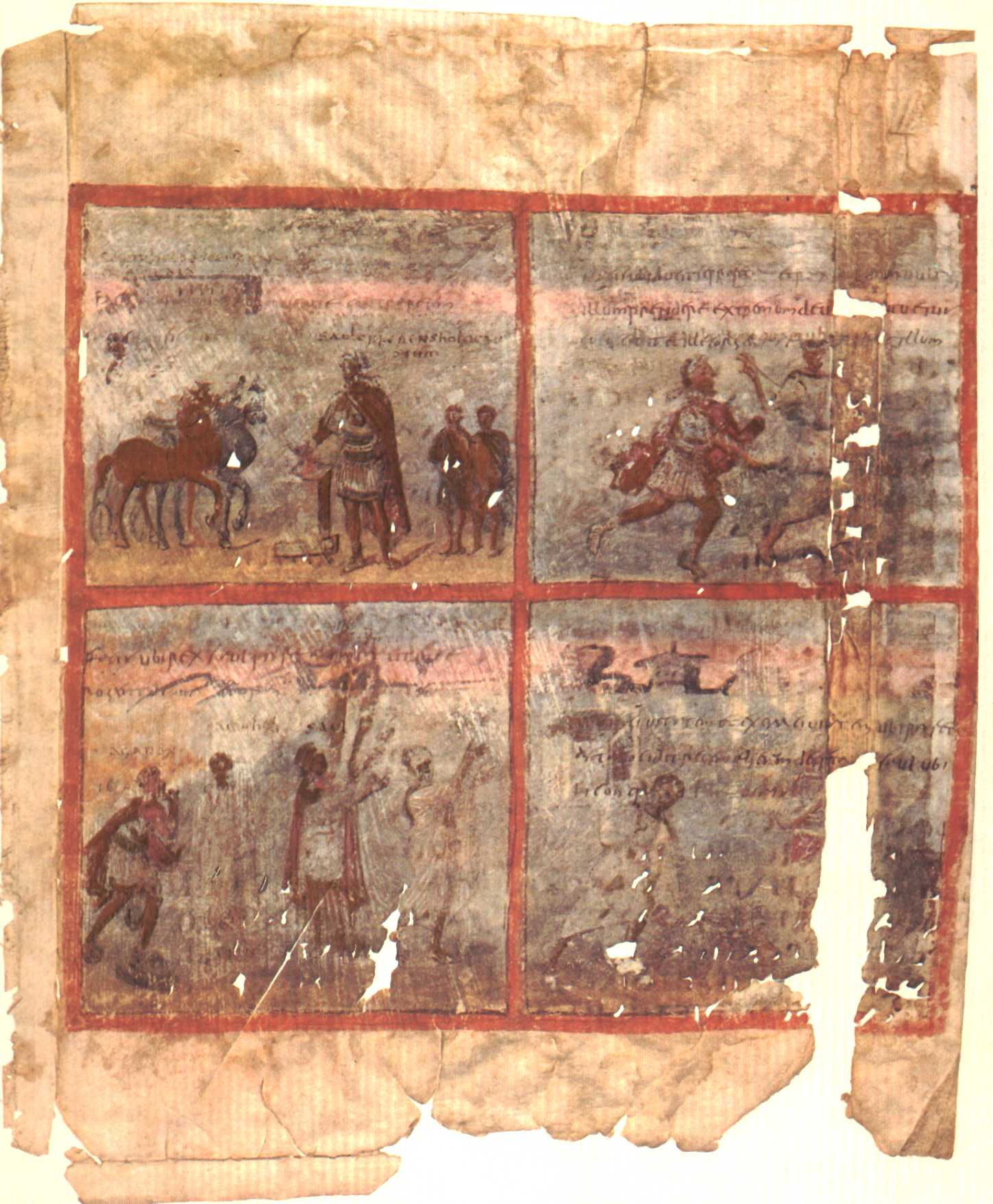
Quedlinburger Itala – karty pergaminowe Vetus Latiny

Znajduje się tu ponad 50 cennych dzieł sztuki, głównie z okresu średniowiecza – zarówno dzieła sztuki sztuki ottońskiej, romańskiej jak i gotyckiej. Wśród nich wyróżniają się następujące dzieła:
- Karty pergaminowe Vetus latina (Quedlinburger Itala) – rękopis z ilustracjami stanowiący fragment Pierwszej Księgi Królewskiej (1 Krl 5,7-9). Dzieło wiązane ze Świętem Hieronimem i  papieżem Damazym I, który zlecił doktorowi Kościoła przełożyć Pismo Święte na język łaciński – Wulgata.

- Dzban z Kany Galilejskiej, alabastrowy w formie antycznej wazy, wykonany najprawdopodobniej w Aleksandrii w pierwszym wieku n.e., tradycyjnie łączony z biblijnym wydarzeniem zapisanym w Nowym Testamencie – weselem w Kanie Galilejskiej.

- Grzebień Henryka I z kości słoniowej, wykonany w VII/VIII w. na terenie Egiptu lub Syrii. Korpus grzebienia ozdobiony jest motywami plecionki i motywami roślinnymi; wzbogacony w IX/X w. złotą obwódką z kamieniami szlachetnymi.

- Pastorał wykonany z drzewa jesionowego prawdopodobnie w warsztacie Lotaryńskim. Ozdobiony jest częściowo filigranem. Kwestia jego funkcji nie jest rozstrzygnięta. Wiąże się go z biskupią działalnością św. Serwacego, lub służył przeoryszy kwedlinburskich cysterek do których należała kolegiata św. Serwacego.

- Relikwiarz św. Serwacego wykonany z kości słoniowej powstał najprawdopodobniej na dworze Karola II Łysego ok. 870 r. Zdobienia relikwiarza przedstawiają scenę rozmowy Jezusa z jedenastoma apostołami (pominięto Judasza). Szkatułę zdobią ponadto liczne złocenia, dodane najprawdopodobniej ok. 1200 r. na zlecenie opatki Agnieszki II Miśnieńskiej. Z przodu relikwiarza umieszczono wykonaną w ametyście głowę św. Dionizosa (koniec I w.).

- Relikwiarz św. Katarzyny Aleksandryjskiej z ok. 1230–40 w typie skrzynkowym wykonany przez artystów dolnosaskich. Ściany boczne zaakcentowane cylindrycznymi narożami ozdobionymi filigranem, który zdobi także bordiury ścianek okalających reliefowe wizerunki tronującego Chrystusa w otoczeniu Apostołów, oraz św. Katarzynę. Płytę wierzchnią zdobi relief ze sceną Ukrzyżowania i wizerunki proroków.

- Relikwiarz późnogotycki (Reliquienschrein der hl. Corona) z 2 ćw. XV typu domkowego, złocony. Na ściankach reliefy m.in. Henryka I i żony Matyldy von Ringelheim, świętych m.in. Piotra i Pawła. Każda z postaci umieszczona jest pod płaskorzeźbionym motywem arkady; kolumienki zamkniętej łukiem trójlistnym.

- Ewangeliarz Samuela zawiera rękopisy z miniaturami wykonane najprawdopodobniej w Augsburgu w 2 ćwierci IX w. Przednia oprawa jest późniejsza, pochodząca z miejscowego warsztatu złotniczego pośrodku zawiera dwie złote blachy z reliefowymi przedstawieniami Marii z Dzieciątkiem w typie sedes sapientiae. Poniżej dwa wizerunki świętych Dionizego i Serwacego.

- Ewangeliarz Ottona I i Adelajdy zawiera tekst z miniaturami datowany na ok. 1000 r. Oprawa wykonana in situ ok. 1220–30 jest pokryta romańską blachą złoconą, kameryzowana, zdobiona misternym filigranem zawiera pośrodku wtórnie wstawiony relief wykonany z kości słoniowej z czterema scenami z życia Chrystusa: Boże Narodzenie, Chrzest, Ukrzyżowanie i Zdjęcie z krzyża. Reliefy o stylu bizantyńskim wykonane zostały w Konstantynopolu.

- Ewangeliarz św. Wiperta – przykład późnogotyckiej sztuki z 1 ćwierci XVI stulecia; pośrodku wierzchniej oprawy, pokrytej złotą blachą z ażurowym filigranem, umieszczono wizerunek Chrystusa w typie Salvator Mundi. Na ośmiu medalionach zdobiących bordiurę symbole 4 Ewangelistów (w narożach) oraz popiersia Doktorów Kościoła – świętych Ambrożego, Augustyna, Hieronima, Grzegorza.

- Gobelin z ok. 1200. Zachowało się zaledwie pięć fragmentów oraz bordiura otaczająca całość. Fundowany przez opatkę Agnieszkę II (1184–1203) zawiera m.in. personifikacje cnót, antycznych filozofów.